# Catenospegazzinia pulchra
Catenospegazzinia pulchra är en svampart som beskrevs av Subram. 1991. Catenospegazzinia pulchra ingår i släktet Catenospegazzinia, divisionen sporsäcksvampar och riket svampar.   Inga underarter finns listade i Catalogue of Life.